# Bardaï
Bardaï er en by i Tchad og hovedbyen i departementet Tibesti.